# The Acolyte - La seguace
The Acolyte - La seguace (Star Wars: The Acolyte o semplicemente The Acolyte) è una serie televisiva statunitense ideata da Leslye Headland e prodotta da Lucasfilm. È stata distribuita sulla piattaforma streaming Disney+ a partire dal 5 giugno 2024.
È la sesta serie televisiva live action ambientata nell'universo di Guerre stellari. Le vicende si svolgono 100 anni prima di quelle narrate in Star Wars: Episodio I - La minaccia fantasma.

## Trama
Il maestro Jedi Sol e la sua ex Padawan Osha Aniseya indagano nel tentativo di sventare attentati ai danni dell'Ordine Jedi che rischiano di mettere a repentaglio l'intera galassia.

## Episodi
| Stagione       | Episodi | Pubblicazione |
| -------------- | ------- | ------------- |
| Prima stagione | 8       | 2024          |

## Personaggi e interpreti
- Verosha "Osha" e Mae-ho "Mae" Aniseya, interpretate da Amandla Stenberg, doppiate da Emanuela Ionica:[5][6] 
Due sorelle gemelle di 24 anni separate da una tragedia sul pianeta Brendok quando erano giovani. Osha e Mae da bambine sono interpretate dalle gemelle Lauren e Leah Brady e doppiate da Emma Para[5].
- Sol, interpretato da Lee Jung-jae, doppiato da Gianfranco Miranda:[5][7]
Maestro Jedi che ha addestrato Osha per anni.
- Yord Fandar, interpretato da Charlie Barnett, doppiato da Alessandro Campaiola:[5][8]
Cavaliere Jedi e guardiano del tempio.
- Jecki Lon, interpretata da Dafne Keen, doppiata da Alice Doviziani:[5]
Padawan di Sol.
- Vernestra Rwoh, interpretata da Rebecca Henderson, doppiata da Angela Brusa:[5]
Un membro anziano dell'Ordine Jedi.
- Madre Aniseya, interpretata da Jodie Turner-Smith, doppiata da Ughetta d'Onorascenzo:[5]
Leader di una congrega di streghe della Forza.
- Indara, interpretata da Carrie-Anne Moss, doppiata da Emanuela Rossi:[5][9]
 Maestra Jedi.
- Qimir, interpretato da Manny Jacinto, doppiato da Alessio Nissolino:[5]
Un ex contrabbandiere che ora vive una vita di svago.
- Torbin, interpretato da Dean-Charles Chapman, doppiato da Andrea Di Maggio:[5]
Giovane maestro Jedi, è stato allievo della Maestra Indara.
- Kelnacca, interpretato da Joonas Suotamo:[5]
Un Jedi Wookiee che vive una vita solitaria su Khofar.

## Produzione
Nell'aprile del 2020, viene riferito che Leslye Headland era a lavoro su una nuova serie televisiva facente parte del franchise di Guerre stellari.
Durante lo Star Wars Day del 2020, Lucasfilm conferma lo sviluppo della serie con Headland come showrunner e sceneggiatrice. Il 10 dicembre successivo, Kathleen Kennedy annuncia il titolo della serie, The Acolyte, e l'ambientazione nell'era dell'Alta Repubblica.
Nel febbraio del 2023, Alex Garcia Lopez e Kogonada vengono assunti come registi di alcuni episodi. Hanelle Culpepper si aggiunge a loro ufficialmente nel marzo del 2024. 

### Riprese
Le riprese principali si sono svolte agli Shinfield Studios nel Berkshire a partire dal 20 ottobre 2022 fino al 6 giugno 2023. Sono state effettuate riprese anche in alcune location in Galles e Portogallo.

## Distribuzione
La prima stagione della serie, composta da 8 episodi, ha avuto una première di due puntate. I restanti sei episodi sono stati distribuiti settimanalmente su Disney+.  
Il 19 agosto 2024, la testata online americana Deadline riporta dei rumors da fonti anonime, non ufficializzati da Disney o Lucasfilm, secondo i quali la serie sarebbe stata cancellata e non vedrebbe un rinnovo per una seconda stagione .

## Accoglienza
La serie ha ricevuto recensioni positive dalla critica, con una valutazione media di 78% su Rotten Tomatoes, in contrasto con una più negativa valutazione media da parte del pubblico del 18% a seguito del review bombing; su Metacritic riceve un voto dalla critica (32 votanti) di 67 (su 100) in contrasto di nuovo con la valutazione del pubblico, di 3.9 (su 10). 
La serie è stata aspramente criticata da gran parte della community dei fan di Star Wars, diventando oggetto di numerose recensioni negative sulle piattaforme social (tra i più rappresentativi le video-recensioni pubblicate su YouTube). Alcuni fan hanno accusato la serie, in primis, di non tenere fede all'universo narrativo di Star Wars e alla mitologia di George Lucas, introducendo tematiche legate all'inclusività a discapito di una sceneggiatura coerente ed imparziale.